# Марцинкус, Ромуальдас
Ромуальдас Марцинкус (лит. Romualdas Marcinkus; 22 июля 1907, Юрбург, Российская империя — 29 марта 1944) — литовский лётчик и футболист.

## Биография

### Ранние годы
Ромуальдас Марцинкус родился в маленьком литовском городке Юрбург (ныне — Юрбаркас) в пределах Российской империи. Воспитывался преимущественно матерью, поскольку отец служил в полиции и по долгу службы часто находился вдали от семьи. Благодаря многонациональному составу местности, в которой он жил, Ромуальдас помимо родного языка мог говорить также на немецком, русском и польском.

### Военная карьера

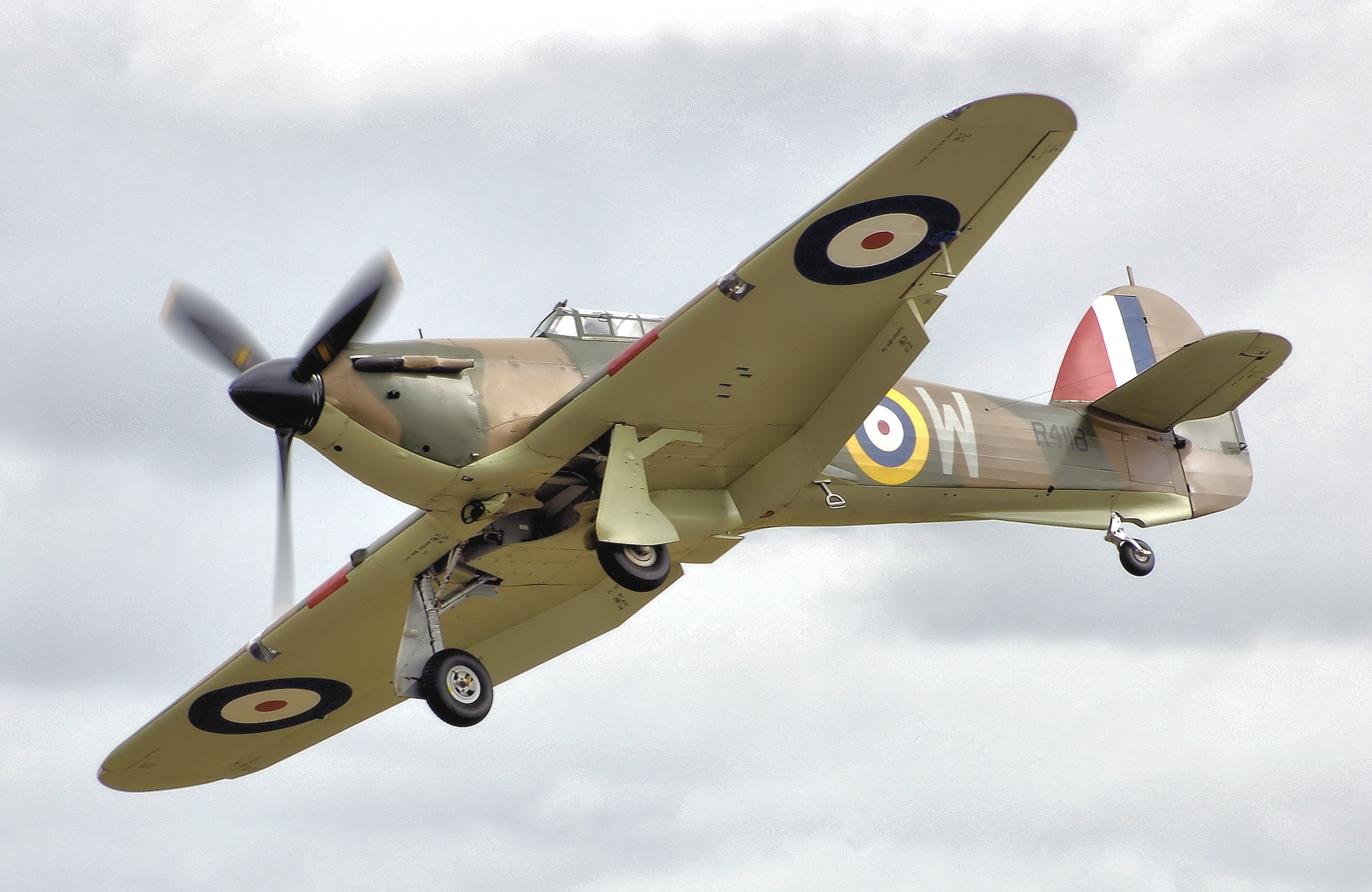
Будучи пилотом Королевских ВВС Ромуальдас Марцинкус воевал на самолёте «Hawker Hurricane»

В 1926 году Ромуальдас Марцинкус стал курсантом национальной офицерской академии, закончив которую три года спустя, получил звание второго лейтенанта сухопутных войск. В 1932 году Марцинкус начал обучение в авиационном офицерском училище. После окончания этого учебного заведения он получил должность второго пилота. Два года спустя пилот принял участие в трансъевропейском перелёте, во время которого литовские лётчики посетили 12 европейских столиц.
Ромуальдас Марцинкус не принял присоединения Литвы к СССР и за несколько месяцев до присоединения зимой в 1939 году эмигрировал во Францию, где продолжил карьеру военного лётчика. После капитуляции Франции пилот на небольшом катере перебрался на Мальту и впоследствии вступил в ряды Королевских военно-воздушных сил Великобритании, в составе которых стал единственным литовцем.
Известно, что осуществляя перехват ночных бомбардировщиков, Марцинкус сбил по меньшей мере один немецкий самолёт. 12 февраля 1942 года при налёте британской авиации на линкор «Шарнхорст» литовский пилот был сбит и попал в плен. Находясь в лагере военнопленных Шталаг Люфт III, Ромуальдас Марцинкус стал активным членом тайной организации, осуществившей в ночь с 24 на 25 марта 1944 года побег из лагеря. Через несколько дней после побега литовский пилот был схвачен и вместе с ещё 49 участниками побега расстрелян по личному приказу Гитлера. Массовый побег военнопленных, в котором принимал участие Марцинкус, послужил основой сюжета американского фильма 1963 года «Большой побег».

### Карьера футболиста
В качестве футболиста Ромуальдас Марцинкус выступал за клуб «ЛФЛС Каунас». 27 июля 1927 года он сыграл первый матч за сборную Литвы (товарищеский с Латвией). В том же матче футболист забил свой первый гол за сборную, но его команда проиграла со счётом 3:6.
9 июня 1931 года на матч против Эстонии Марцинкус впервые вышел с капитанской повязкой.
В дальнейшем он ещё 29 раз был капитаном сборной, а всего за национальную команду провёл 41 матч (рекорд довоенной Литвы) и забил 2 гола. С 1932 по 1938 год (с перерывами) Ромуальдас Марцинкус был главным тренером национальной сборной. В последний раз футболист сыграл за сборную в матче с Латвией 17 марта 1938 года.

#### Достижения
- Обладатель Кубка Балтии (2): 1930, 1935

#### Статистика
| Матчи Ромуальдаса Марцинкуса за сборную Литвы | Матчи Ромуальдаса Марцинкуса за сборную Литвы | Матчи Ромуальдаса Марцинкуса за сборную Литвы | Матчи Ромуальдаса Марцинкуса за сборную Литвы | Матчи Ромуальдаса Марцинкуса за сборную Литвы | Матчи Ромуальдаса Марцинкуса за сборную Литвы | Матчи Ромуальдаса Марцинкуса за сборную Литвы |
| --------------------------------------------- | --------------------------------------------- | --------------------------------------------- | --------------------------------------------- | --------------------------------------------- | --------------------------------------------- | --------------------------------------------- |
| №                                             | Дата                                          | Оппонент                                      | Счёт                                          | Голы Марцинкуса                               | Соревнование                                  |                                               |
| 1                                             | 27 июля 1927                                  | Латвия                                        | 3:6                                           | 1                                             | Товарищеский матч                             |                                               |
| 2                                             | 13 августа 1927                               | Эстония                                       | 0:5                                           | —                                             | Товарищеский матч                             |                                               |
| 3                                             | 25 июля 1928                                  | Латвия                                        | 0:3                                           | —                                             | Кубок Балтии 1928                             |                                               |
| 4                                             | 26 июля 1928                                  | Эстония                                       | 0:6                                           | —                                             | Кубок Балтии 1928                             |                                               |
| 5                                             | 1 сентября 1928                               | Латвия                                        | 1:1                                           | —                                             | Товарищеский матч                             |                                               |
| 6                                             | 14 августа 1929                               | Латвия                                        | 1:3                                           | —                                             | Кубок Балтии 1929                             |                                               |
| 7                                             | 15 августа 1929                               | Эстония                                       | 2:5                                           | —                                             | Кубок Балтии 1929                             |                                               |
| 8                                             | 15 августа 1930                               | Эстония                                       | 2:1                                           | —                                             | Кубок Балтии 1930                             |                                               |
| 9                                             | 17 августа 1930                               | Латвия                                        | 3:3                                           | —                                             | Кубок Балтии 1930                             |                                               |
| 10                                            | 9 июня 1931                                   | Эстония                                       | 1:4                                           | —                                             | Товарищеский матч                             |                                               |
| 11                                            | 30 июня 1931                                  | Латвия                                        | 2:5                                           | —                                             | Товарищеский матч                             |                                               |
| 12                                            | 26 августа 1931                               | Румыния                                       | 2:4                                           | —                                             | Товарищеский матч                             |                                               |
| 13                                            | 30 августа 1931                               | Эстония                                       | 0:2                                           | —                                             | Кубок Балтии 1931                             |                                               |
| 14                                            | 31 августа 1930                               | Латвия                                        | 0:1                                           | —                                             | Кубок Балтии 1931                             |                                               |
| 15                                            | 6 августа 1932                                | Эстония                                       | 1:0                                           | —                                             | Товарищеский матч                             |                                               |
| 16                                            | 28 августа 1932                               | Латвия                                        | 1:4                                           | —                                             | Кубок Балтии 1932                             |                                               |
| 17                                            | 29 августа 1932                               | Эстония                                       | 2:1                                           | —                                             | Кубок Балтии 1932                             |                                               |
| 18                                            | 11 сентября 1932                              | Латвия                                        | 1:0                                           | —                                             | Товарищеский матч                             |                                               |
| 19                                            | 25 сентября 1932                              | Швеция                                        | 1:8                                           | —                                             | Товарищеский матч                             |                                               |
| 20                                            | 12 июня 1933                                  | Латвия                                        | 2:6                                           | —                                             | Товарищеский матч                             |                                               |
| 21                                            | 29 июня 1933                                  | Швеция                                        | 0:2                                           | —                                             | Отборочный матч ЧМ 1934                       |                                               |
| 22                                            | 20 июля 1933                                  | Эстония                                       | 1:2                                           | —                                             | Товарищеский матч                             |                                               |
| 23                                            | 9 августа 1933                                | Финляндия                                     | 2:9                                           | —                                             | Товарищеский матч                             |                                               |
| 24                                            | 2 сентября 1933                               | Эстония                                       | 1:1                                           | —                                             | Кубок Балтии 1933                             |                                               |
| 25                                            | 4 сентября 1933                               | Латвия                                        | 2:2                                           | —                                             | Кубок Балтии 1933                             |                                               |
| 26                                            | 10 июня 1934                                  | Латвия                                        | 2:0                                           | —                                             | Товарищеский матч                             |                                               |
| 27                                            | 16 августа 1934                               | Финляндия                                     | 1:0                                           | —                                             | Товарищеский матч                             |                                               |
| 28                                            | 9 сентября 1934                               | Латвия                                        | 3:1                                           | —                                             | Товарищеский матч                             |                                               |
| 29                                            | 30 мая 1935                                   | Латвия                                        | 1:6                                           | —                                             | Товарищеский матч                             |                                               |
| 30                                            | 19 июня 1935                                  | Эстония                                       | 2:2                                           | —                                             | Товарищеский матч                             |                                               |
| 31                                            | 20 августа 1935                               | Эстония                                       | 2:1                                           | —                                             | Кубок Балтии 1935                             |                                               |
| 32                                            | 21 августа 1935                               | Латвия                                        | 2:2                                           | —                                             | Кубок Балтии 1935                             |                                               |
| 33                                            | 8 сентября 1935                               | Латвия                                        | 2:2                                           | 1                                             | Товарищеский матч                             |                                               |
| 34                                            | 18 сентября 1935                              | Эстония                                       | 2:2                                           | —                                             | Товарищеский матч                             |                                               |
| 35                                            | 14 июня 1936                                  | Латвия                                        | 1:5                                           | —                                             | Товарищеский матч                             |                                               |
| 36                                            | 30 июня 1936                                  | Эстония                                       | 2:0                                           | —                                             | Товарищеский матч                             |                                               |
| 37                                            | 3 июня 1937                                   | Эстония                                       | 1:2                                           | —                                             | Товарищеский матч                             |                                               |
| 38                                            | 8 июля 1937                                   | Румыния                                       | 0:2                                           | —                                             | Товарищеский матч                             |                                               |
| 39                                            | 29 июля 1937                                  | Латвия                                        | 2:4                                           | —                                             | Отборочный матч ЧМ 1938                       |                                               |
| 40                                            | 5 сентября 1937                               | Эстония                                       | 0:4                                           | —                                             | Кубок Балтии 1937                             |                                               |
| 41                                            | 17 мая 1938                                   | Латвия                                        | 0:2                                           | —                                             | Товарищеский матч                             |                                               |

Итого: 41 матч, 2 гола; 9 побед, 8 ничьих, 24 поражения.